# Hana Čutura
Hana Čutura est une joueuse de volley-ball croate née le 10 mars 1988 à Zagreb. Elle mesure 1,94 m et joue au poste de réceptionneuse-attaquante. Elle totalise 23 sélections en équipe de Croatie. Son père Zoran Čutura est un ancien joueur croate de basket-ball.

## Clubs
| Club                               | De        | À         |
| ---------------------------------- | --------- | --------- |
| Mladost Zagreb                     | 2002-2003 | 2005-2006 |
| University of California, Berkeley | 2006-2007 | 2009-2010 |
| USC Münster                        | 2010-2011 | 2012-2013 |
| NEC Red Rockets                    | 2013-2014 | 2013-2014 |
| Impel Wrocław                      | 2014-2015 | 2014-2015 |
| Lokomotiv Bakou                    | 2015-2016 | 2015-2016 |
| Volley-Ball Nantes                 | 2016-2017 | 2016-2017 |
| Budowlani Łódź                     | 2017-2018 | 2017-2018 |
| Volley-Ball Nantes                 | 2018-2019 | 2018-2019 |
| Marinerang Pilipina Lady Skippers  | jan 2020  | …         |

## Palmarès

### Équipe nationale
- Championnat d'Europe des moins de 18 ans
  - Vainqueur : 2003.

### Clubs
- Championnat de Croatie
  - Vainqueur : 2006.
- Coupe de Croatie
  - Finaliste : 2006.
- Supercoupe de Pologne
  - Vainqueur : 2017.
- Coupe de Pologne
  - Vainqueur : 2018.
- Championnat de France
  - Finaliste : 2019.
- Coupe de France 
  - Finaliste : 2019.